# FC Sportul Studențesc București
FC Sportul Studențesc București je rumunský fotbalový klub z hlavního města Bukurešť založený roku 1916. Letopočet založení je i v klubovém emblému.

## Úspěchy
- Balkan Cup (1979)

## Bývalé názvy
- 1916 - 1919 - Sport Club Universitar
- 1919 - 1946 a 1969 - Sportul Studențesc
- 1946 - 1948 - Sparta București
- 1948 - 1954 - Clubul Sportiv Universitar
- 1954 - 1966 - Știința București
- 1966 - 1969 - Politehnica București
- od 1969 FC Sportul Studențesc București